# Marc'Aurelio
Marc'Aurelio est un journal satirique italien fondé à Rome le 14 mars 1931 par Oberdan Cotone et Vito De Bellis, et arrêté en 1958, avec une brève réapparition en 1973.
Marc'Aurelio, illustré, sort deux fois par semaine ; concentrée sur l'humour, la revue n'ose pas s'en prendre au fascisme alors au pouvoir.

## Histoire
Le magazine bi-hebdomadaire a été fondé à Rome par Oberdan Catone et Vito De Bellis en 1931. Le titre est inspiré de Marc Aurèle, empereur romain dont la statue à cheval figurait sur le frontispice du journal. Il a été le premier magazine satirique à être lancé en Italie à la suite de la fermeture forcée d'autres magazines satiriques par le régime fasciste, en particulier L'Asino et Il Becco Giallo. Le journal, recrutant certains dessinateurs des magazines fermés, s'est immédiatement distingué pour son humour original, souvent abstrait et surréaliste,. Initialement polémique et courageux, après plusieurs saisies judiciaires, il a progressivement délaissé les thèmes politiques et s'est concentré dans un humour fin, finissant par obtenir un grand succès, édité les premières semaines à 30–35 000 copies et dépassant dans les années 1935-1940 les 350 000 exemplaires par semaine,.
En 1952, une édition ligurienne de la revue dirigée par Enzo La Rosa est lancée. En 1954, le magazine devient quinquennal et peu de temps après mensuel,.
En 1955, Marc'Aurelio est acquis par l'éditeur Corrado Tedeschi qui déplace la rédaction à Florence, et le magazine devient hebdomadaire. Il cesse finalement ses publications en 1958,. 
Parmi les signatures, on compte Gabriele Galantara, Furio Scarpelli, Agenore Incrocci, Steno, Vittorio Metz, Marcello Marchesi, Cesare Zavattini, Mario Bava, Mario Camerini, Ettore Scola et Federico Fellini,,.
En 1973, Delfina Metz, la fille de Vittorio Metz, avec la supervision artistique d'Enrico De Seta, relance sporadiquement le magazine qui ferme définitivement la même année après 26 numéros,.

## Hommage
Le film Qu'il est étrange de s'appeler Federico d'Ettore Scola (2013) représente sur un mode comique une conférence de rédaction du Marc'Aurelio au moment de la visite d'un officiel fasciste.